# Vzhodni Vej
Vej, v zgodovini znan kot Vzhodni Vej (poenostavljeno kitajsko  东魏, tradicionalno kitajsko 東魏, pinjin Dōng Wèi), je bila kitajska cesarska dinastija, naslednica razpadle dinastije Severni Vej. Bila je ena od severnih dinastij v obdobju severnih in južnih dinastij in od leta 534 do 550  vladala v vzhodnem delu severne Kitajske. Vladajoča družina je bila iz šjanbejskega klana Tuoba. 

## Zgodovina
V vzhodnem delu Severnega Veja je vladal vrhovni general in minister Gao Huan, uradno Šjanvu, princ Čija. Po razpadu dinastije Vej leta 534 je Severni Vej za vladarja Vzhodnega Veja postavil Juan Šandžjana, člana vladarske dinastije Severnega Veja. Bil je marionetni vladar, saj je bila prava oblast v Gao Huanovih rokah. Vzhodni Vej je večkrat napadel Severni Vej, da bi se ozemlje Veja ponovno združilo, vendar  ti pohodi niso bili uspešni. Leta 547 je Gao Huan umrl. Njegova sinova Gao Čeng in Gao Jang bi lahko nadaljevala očetovo politiko nadzora nad cesarjem, vendar je Gao Jang leta 550 odstavil Juan Šandžjana in ustanovil svojo dinastijo Severni Či. 

## Umetnost
Budistična umetnost Vzhodnega Veja je kombinacija grško-budističnih vplivov iz Gandare in Srednje Azije (leteča bitja, ki držijo vence, gube draperij v grškem slogu) in kitajskih umetniških vplivov.
- Oklepljeni vojaki, Vzhodni Vej (534-550)
- Budova trojica, Vzhodni Vej
- Budistična trojica, Vzhodni Vej
- Bodhisatva, apnenec, Vzhodni Vej